# Simulium gilleti
Simulium gilleti es una especie de insecto del género Simulium, familia Simuliidae, orden Diptera.
Fue descrita científicamente por Fain & Hallot, 1964.